# Katrin-Schanzen
Die Katrin-Schanzen sind mehrere Skisprungschanzen in Bad Ischl.

## Geschichte
Die zwei kleinen HS 15- und HS 25-Schanzen wurden 2004/05 gebaut. Im Oktober 2005 wurden sie mit Matten belegt. Die zwei großen HS 45- und HS 65-Schanzen hat man 2008 und 2010 gebaut und auch mit Matten belegt. Auf den Schanzen findet der Austria Cup und ab 2011 der Schüler Cup statt.